# Lijst van Tweede Kamerleden 1875-1877
Lijst van Tweede Kamerleden 1875-1877 geeft een overzicht van de leden van de Nederlandse Tweede Kamer in de periode tussen de periodieke verkiezingen van 1875 en de periodieke verkiezingen van 1877. De zittingsperiode van de Tweede Kamer ging in op 20 september 1875 en eindigde op 16 september 1877.
De Tweede Kamer telde 80 leden, die gekozen werden in 41 districten. Zij werden gekozen voor een termijn van vier jaar; om de twee jaar werd de helft van de Tweede Kamer vernieuwd.
| Naam                                     | groepering               | district         | begindatum        | einddatum         | refs   |
| ---------------------------------------- | ------------------------ | ---------------- | ----------------- | ----------------- | ------ |
| Herman des Amorie van der Hoeven         | liberaal-katholieken     | Breda            | 20 september 1875 | 14-09-1879 [ d ]  | [ 2 ]  |
| Jan Arnoldts                             | conservatief-katholieken | Roermond         | 20 september 1875 | 14-09-1879 [ d ]  | [ 3 ]  |
| Matthias van Asch van Wijck              | antirevolutionairen      | Amersfoort       | 20 september 1875 | 14-09-1879 [ d ]  | [ 4 ]  |
| Antonius van Baar                        | conservatief-katholieken | Eindhoven        | 15-09-1873 [ e ]  | 8 maart 1876      | [ 5 ]  |
| Antonius van Baar                        | conservatief-katholieken | Eindhoven        | 28 maart 1876     | 16 september 1877 | [ 5 ]  |
| Jacob Bastert                            | conservatief-liberalen   | Utrecht          | 20 september 1875 | 14-09-1879 [ d ]  | [ 6 ]  |
| Willem de Beaufort                       | liberalen                | Tiel             | 23 april 1877     | 14-09-1879 [ d ]  | [ 7 ]  |
| Warnardus Begram                         | conservatieven           | Gorinchem        | 20 september 1875 | 14-09-1879 [ d ]  | [ 8 ]  |
| Willem Bergsma                           | liberalen                | Dokkum           | 20 september 1875 | 14-09-1879 [ d ]  | [ 9 ]  |
| Marinus Bichon van IJsselmonde           | antirevolutionairen      | Gouda            | 15-09-1873 [ e ]  | 16 september 1877 | [ 10 ] |
| Charles de Bieberstein Rogalla Zawadsky  | liberalen                | Maastricht       | 20 september 1875 | 14-09-1879 [ d ]  | [ 11 ] |
| François Blom                            | liberalen                | Rotterdam        | 15-09-1873 [ e ]  | 10 februari 1876  | [ 12 ] |
| Pieter Blussé van Oud-Alblas             | liberalen                | Deventer         | 20 september 1875 | 14-09-1879 [ d ]  | [ 13 ] |
| Ferdinand Borret                         | conservatief-katholieken | Tilburg          | 20 september 1875 | 14-09-1879 [ d ]  | [ 14 ] |
| Jan Bredius                              | liberalen                | Dordrecht        | 15-09-1873 [ e ]  | 16 september 1877 | [ 15 ] |
| Jacob de Bruijn Kops                     | liberalen                | Alkmaar          | 20 september 1875 | 14-09-1879 [ d ]  | [ 16 ] |
| François de Casembroot                   | conservatieven           | Delft            | 20 september 1875 | 14-09-1879 [ d ]  | [ 17 ] |
| Jan Corver Hooft                         | conservatieven           | Almelo           | 20 september 1875 | 14-09-1879 [ d ]  | [ 18 ] |
| Isaäc Cremer van den Berch van Heemstede | antirevolutionairen      | Leiden           | 15-09-1873 [ e ]  | 16 september 1877 | [ 19 ] |
| Eppo Cremers                             | liberalen                | Zuidhorn         | 15-09-1873 [ e ]  | 16 september 1877 | [ 20 ] |
| Johannes van der Does de Willebois       | conservatief-katholieken | 's-Hertogenbosch | 20 september 1875 | 12 december 1875  | [ 21 ] |
| Willem Dullert                           | liberalen                | Arnhem           | 15-09-1873 [ e ]  | 16 september 1877 | [ 22 ] |
| Daniël van Eck                           | liberalen                | Middelburg       | 15-09-1873 [ e ]  | 16 september 1877 | [ 23 ] |
| Gerhardus Fabius                         | conservatieven           | Amsterdam        | 15-09-1873 [ e ]  | 16 september 1877 | [ 24 ] |
| Isaäc Fransen van de Putte               | liberalen                | Hoorn            | 15-09-1873 [ e ]  | 16 september 1877 | [ 25 ] |
| Johan Geertsema                          | liberalen                | Arnhem           | 21 september 1875 | 14-09-1879 [ d ]  | [ 26 ] |
| Willem Gevers Deynoot                    | liberalen                | Dordrecht        | 20 september 1875 | 14-09-1879 [ d ]  | [ 27 ] |
| Michel Godefroi                          | liberalen                | Amsterdam        | 20 september 1875 | 14-09-1879 [ d ]  | [ 28 ] |
| Leopold Haffmans                         | conservatief-katholieken | Boxmeer          | 15-09-1873 [ e ]  | 16 september 1877 | [ 29 ] |
| Binnert van Harinxma thoe Slooten        | liberalen                | Dokkum           | 15-09-1873 [ e ]  | 16 september 1877 | [ 30 ] |
| Frans van Heemstra                       | antirevolutionairen      | Haarlemmermeer   | 9 november 1875   | 14-09-1879 [ d ]  | [ 31 ] |
| Cornelis van Heukelom                    | liberalen                | Amsterdam        | 23 april 1877     | 14-09-1879 [ d ]  | [ 32 ] |
| Petrus van den Heuvel                    | conservatief-katholieken | Boxmeer          | 20 september 1875 | 14-09-1879 [ d ]  | [ 33 ] |
| Christianus Heydenrijck                  | conservatief-katholieken | Nijmegen         | 15-09-1873 [ e ]  | 16 september 1877 | [ 34 ] |
| Sybrand Hingst                           | liberalen                | Leeuwarden       | 15-09-1873 [ e ]  | 16 september 1877 | [ 35 ] |
| Samuel van Houten                        | liberalen                | Groningen        | 20 september 1875 | 14-09-1879 [ d ]  | [ 36 ] |
| Wieger Idzerda                           | liberalen                | Sneek            | 15-09-1873 [ e ]  | 16 september 1877 | [ 37 ] |
| Herman Insinger                          | conservatieven           | Almelo           | 15-09-1873 [ e ]  | 16 september 1877 | [ 38 ] |
| Willem Jonckbloet                        | liberalen                | Winschoten       | 15-09-1873 [ e ]  | 16 september 1877 | [ 39 ] |
| Klaas de Jong                            | liberalen                | Hoorn            | 20 september 1875 | 14-09-1879 [ d ]  | [ 40 ] |
| Johan de Jonge                           | antirevolutionairen      | Middelburg       | 20 september 1875 | 14-09-1879 [ d ]  | [ 41 ] |
| Willem van der Kaay                      | liberalen                | Alkmaar          | 15-09-1873 [ e ]  | 15 mei 1877       | [ 42 ] |
| Willem van der Kaay                      | liberalen                | Alkmaar          | 16 juni 1877      | 16 september 1877 | [ 42 ] |
| Jan Kappeyne van de Coppello             | liberalen                | Haarlem          | 20 september 1875 | 14-09-1879 [ d ]  | [ 43 ] |
| Guillaume Kerens de Wylré                | conservatief-katholieken | Maastricht       | 15-09-1873 [ e ]  | 16 september 1877 | [ 44 ] |
| Jacob van Kerkwijk                       | liberalen                | Zierikzee        | 15-09-1873 [ e ]  | 16 september 1877 | [ 45 ] |
| Abraham Kuyper                           | antirevolutionairen      | Gouda            | 20 september 1875 | 1 juni 1877       | [ 46 ] |
| Jerôme Lambrechts                        | conservatief-katholieken | Roermond         | 15-09-1873 [ e ]  | 16 september 1877 | [ 47 ] |
| Michiel de Lange                         | liberalen                | Amsterdam        | 15-09-1873 [ e ]  | 16 september 1877 | [ 48 ] |
| Lambertus Lenting                        | liberalen                | Zutphen          | 15-09-1873 [ e ]  | 16 september 1877 | [ 49 ] |
| Jan van Loon                             | antirevolutionairen      | Amersfoort       | 15-09-1873 [ e ]  | 7 maart 1876      | [ 50 ] |
| Aloysius Luyben                          | conservatief-katholieken | Breda            | 15-09-1873 [ e ]  | 16 september 1877 | [ 51 ] |
| Æneas Mackay                             | antirevolutionairen      | Amersfoort       | 2 mei 1876        | 16 september 1877 | [ 52 ] |
| Donald Mackay                            | liberalen                | Tiel             | 20 september 1875 | 22 maart 1877     | [ 53 ] |
| Rudolf Mees                              | liberalen                | Rotterdam        | 20 september 1875 | 14-09-1879 [ d ]  | [ 54 ] |
| Jan Messchert van Vollenhoven            | conservatieven           | Utrecht          | 15-09-1873 [ e ]  | 16 september 1877 | [ 55 ] |
| Charles Mirandolle                       | liberalen                | Haarlem          | 15-09-1873 [ e ]  | 16 september 1877 | [ 56 ] |
| Antony Moens                             | liberalen                | Sneek            | 20 september 1875 | 14-09-1879 [ d ]  | [ 57 ] |
| Albertus van Naamen van Eemnes           | liberalen                | Zwolle           | 20 september 1875 | 14-09-1879 [ d ]  | [ 58 ] |
| Johannes Nierstrasz                      | conservatieven           | Delft            | 15-09-1873 [ e ]  | 16 september 1877 | [ 59 ] |
| Carel van Nispen tot Sevenaer            | conservatief-katholieken | Nijmegen         | 20 september 1875 | 22 december 1875  | [ 60 ] |
| Carel van Nispen tot Sevenaer            | conservatief-katholieken | Nijmegen         | 22 februari 1876  | 14-09-1879 [ d ]  | [ 60 ] |
| Lucas Oldenhuis Gratama                  | liberalen                | Assen            | 15-09-1873 [ e ]  | 16 september 1877 | [ 61 ] |
| Jacob Patijn                             | liberalen                | Gouda            | 16 juni 1877      | 14-09-1879 [ d ]  | [ 62 ] |
| Hendrik van Rappard                      | conservatieven           | Tiel             | 15-09-1873 [ e ]  | 23 december 1875  | [ 63 ] |
| Hendrik van Rappard                      | conservatieven           | Tiel             | 22 februari 1876  | 16 september 1877 | [ 63 ] |
| Karel Rombach                            | liberalen                | Brielle          | 20 september 1875 | 14-09-1879 [ d ]  | [ 64 ] |
| Jan de Roo van Alderwerelt               | liberalen                | Leeuwarden       | 20 september 1875 | 14-09-1879 [ d ]  | [ 65 ] |
| Derk de Ruiter Zijlker                   | liberalen                | Appingedam       | 20 september 1875 | 15 mei 1877       | [ 66 ] |
| Derk de Ruiter Zijlker                   | liberalen                | Appingedam       | 15 juni 1877      | 14-09-1879 [ d ]  | [ 66 ] |
| Pieter Saaymans Vader                    | antirevolutionairen      | Goes             | 20 september 1875 | 14-09-1879 [ d ]  | [ 67 ] |
| Johannes Sandberg                        | liberalen                | Zwolle           | 15-09-1873 [ e ]  | 16 september 1877 | [ 68 ] |
| Jan Schepel                              | liberalen                | Appingedam       | 15-09-1873 [ e ]  | 16 september 1877 | [ 69 ] |
| Rutger Schimmelpenninck van Nijenhuis    | conservatieven           | 's-Gravenhage    | 15-09-1873 [ e ]  | 16 september 1877 | [ 70 ] |
| Alexander Schimmelpenninck van der Oye   | antirevolutionairen      | Deventer         | 15-09-1873 [ e ]  | 16 september 1877 | [ 71 ] |
| Pierre van der Schrieck                  | conservatief-katholieken | 's-Hertogenbosch | 22 februari 1876  | 14-09-1879 [ d ]  | [ 72 ] |
| Hendrik Smidt                            | liberalen                | Assen            | 20 september 1875 | 14-09-1879 [ d ]  | [ 73 ] |
| Petrus Smitz                             | conservatief-katholieken | Eindhoven        | 20 september 1875 | 15 mei 1877       | [ 74 ] |
| Petrus Smitz                             | conservatief-katholieken | Eindhoven        | 15 juni 1877      | 14-09-1879 [ d ]  | [ 74 ] |
| Thomas Stieltjes                         | liberalen                | Amsterdam        | 15-09-1873 [ e ]  | 16 september 1877 | [ 75 ] |
| Carel Storm van 's Gravesande            | conservatief-liberalen   | Steenwijk        | 20 september 1875 | 14-09-1879 [ d ]  | [ 76 ] |
| Johannes Tak van Poortvliet              | liberalen                | Zutphen          | 20 september 1875 | 14-09-1879 [ d ]  | [ 77 ] |
| James Teding van Berkhout                | antirevolutionairen      | Gorinchem        | 15-09-1873 [ e ]  | 16 september 1877 | [ 78 ] |
| Sjoerd Vening Meinesz                    | liberalen                | Amsterdam        | 20 september 1875 | 14-09-1879 [ d ]  | [ 79 ] |
| Johannes Verheyen                        | conservatief-katholieken | Tilburg          | 15-09-1873 [ e ]  | 16 september 1877 | [ 80 ] |
| Herman Verniers van der Loeff            | liberalen                | Rotterdam        | 15 maart 1876     | 16 september 1877 | [ 81 ] |
| Willem Viruly Verbrugge                  | liberalen                | Rotterdam        | 15-09-1873 [ e ]  | 16 september 1877 | [ 82 ] |
| Gerrit de Vries                          | liberalen                | Amsterdam        | 20 september 1875 | 1 april 1877      | [ 83 ] |
| Otto van Wassenaer van Catwijck          | antirevolutionairen      | Leiden           | 20 september 1875 | 14-09-1879 [ d ]  | [ 84 ] |
| Willem Wintgens                          | conservatieven           | 's-Gravenhage    | 20 september 1875 | 14-09-1879 [ d ]  | [ 85 ] |
| Schelte Wybenga                          | liberalen                | Sneek            | 15-09-1873 [ e ]  | 16 september 1877 | [ 86 ] |
| Franciscus van Zinnicq Bergmann          | conservatief-katholieken | 's-Hertogenbosch | 15-09-1873 [ e ]  | 16 september 1877 | [ 87 ] |

1815-1818 ·
1818-1821 ·
1821-1824 ·
1824-1827 ·
1827-1830 ·
1830-1833 ·
1833-1836 ·
1836-1839 ·
1839-1842 ·
1842-1845 ·
1845-1848 ·
1848-1849 ·
1849-1850 ·
1850-1852 ·
1852-1853 ·
1853-1854 ·
1854-1856 ·
1856-1858 ·
1858-1860 ·
1860-1862 ·
1862-1864 ·
1864-1866 ·
1866 (sep) ·
1866-1868 ·
1868-1869 ·
1869-1871 ·
1871-1873 ·
1873-1875 ·
1875-1877 ·
1877-1879 ·
1879-1881 ·
1881-1883 ·
1883-1884 ·
1884-1886 ·
1886-1887 ·
1887-1888 ·
1888-1891 ·
1891-1894 ·
1894-1897 ·
1897-1901 ·
1901-1905 ·
1905-1909 ·
1909-1913 ·
1913-1917 ·
1917-1918 ·
1918-1922 ·
1922-1925 ·
1925-1929 ·
1929-1933 ·
1933-1937 ·
1937-1946 ·
1946-1948 ·
1948-1952 ·
1952-1956 ·
1956-1959 ·
1959-1963 ·
1963-1967 ·
1967-1971 ·
1971-1972 ·
1972-1977 ·
1977-1981 ·
1981-1982 ·
1982-1986 ·
1986-1989 ·
1989-1994 ·
1994-1998 ·
1998-2002 ·
2002-2003 ·
2003-2006 ·
2006-2010 ·
2010-2012 ·
2012-2017 ·
2017-2021 ·
2021-2023 ·
2023-heden
Overzicht historische zetelverdeling